# Neglingedepån

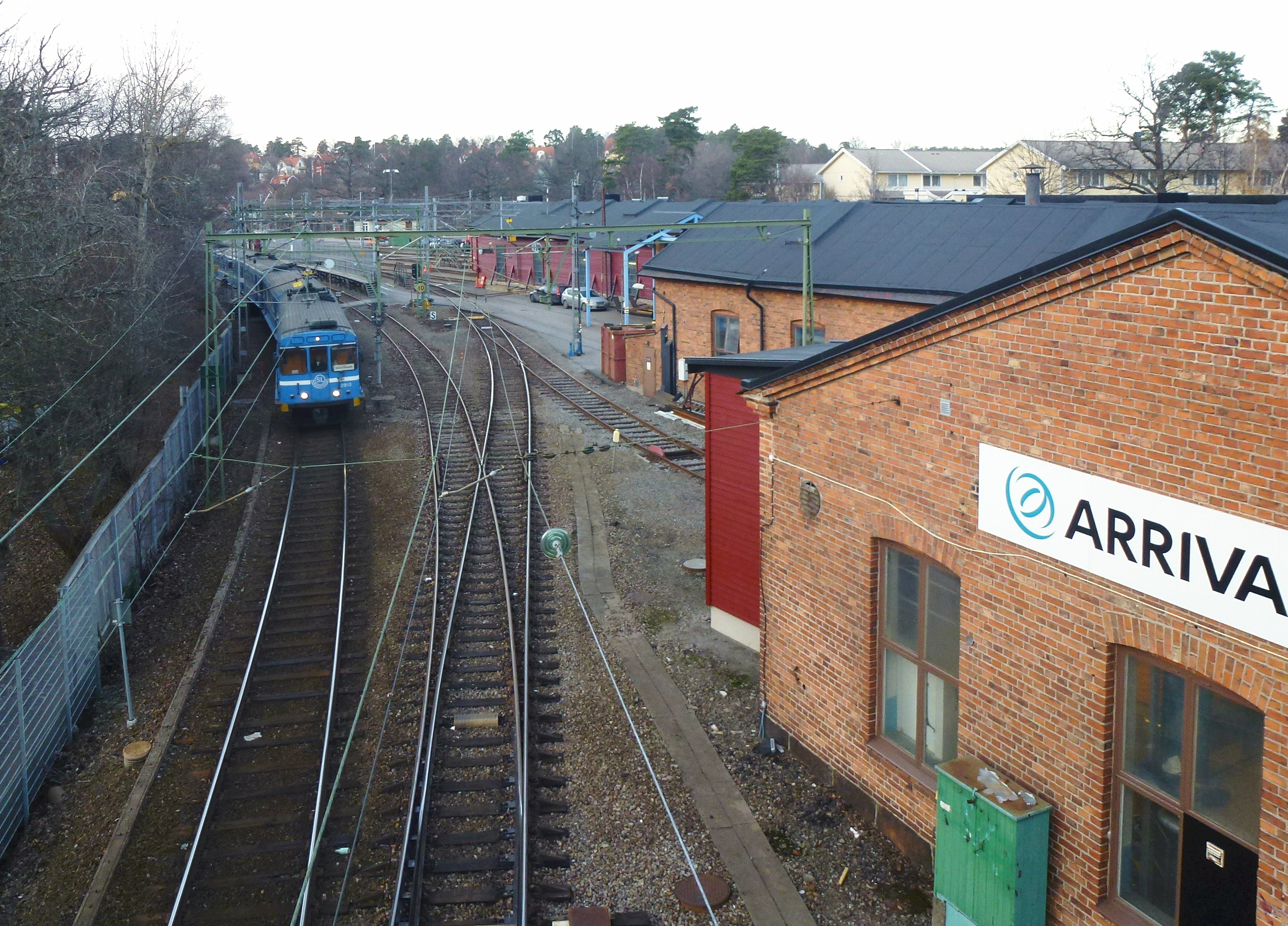
Neglingedepån november 2013.

Neglingedepån är en vagnhall för Saltsjöbanan i Neglinge i Nacka kommun. Depån används av tågoperatören Stockholms Spårvägar. Neglinge är även en av Saltsjöbanans stationer. Depåns röda tegelbyggnader uppfördes 1893 och har klassats som kulturhistoriskt värdefulla.
Storstockholms lokaltrafik (SL) planerade under 2000-talets första decennium att ersätta den med en ny depå i Igelboda i samband med den då planerade ombyggnaden av Saltsjöbanan till att ingå i Tvärbanan. Detta eftersom den nuvarande anläggningen är försliten och inte anpassad till Tvärbanans A32-vagnar. 
I samband med att nya fordon tas i bruk på Saltsjöbanan sker en anpassning av Neglingedepån. Den planeras utföras under 2026 och 2027.
Det var härifrån som ett förarlöst tåg körde iväg i januari 2013 och kraschade i ett bostadshus vid Saltsjöbadens station - se Järnvägsolyckan på Saltsjöbanan 2013.